# 東大阪市立英田北小学校
東大阪市立英田北小学校（ひがしおおさかしりつ あかだきたしょうがっこう）は、大阪府東大阪市松原にある公立小学校。

## 通学区域
- 川中1番、2番38～50号、3～4番、島之内1～2丁目、松原1～2丁目、水走1～5丁目、吉田下島、吉田本町1～3丁目[1]

## 進路状況
ほとんどの児童は東大阪市立英田中学校へ進学するが、国私立中学校へ進学する児童もいる。